# وردين (غويجة بل)
وردین (بالفارسية: وردین) هي منطقة سكنية تقع في إيران في قسم غويجة بل الریفي. يقدر عدد سكانها بـ 56 نسمة .